# فرودگاه بین‌المللی کوالا لامپور

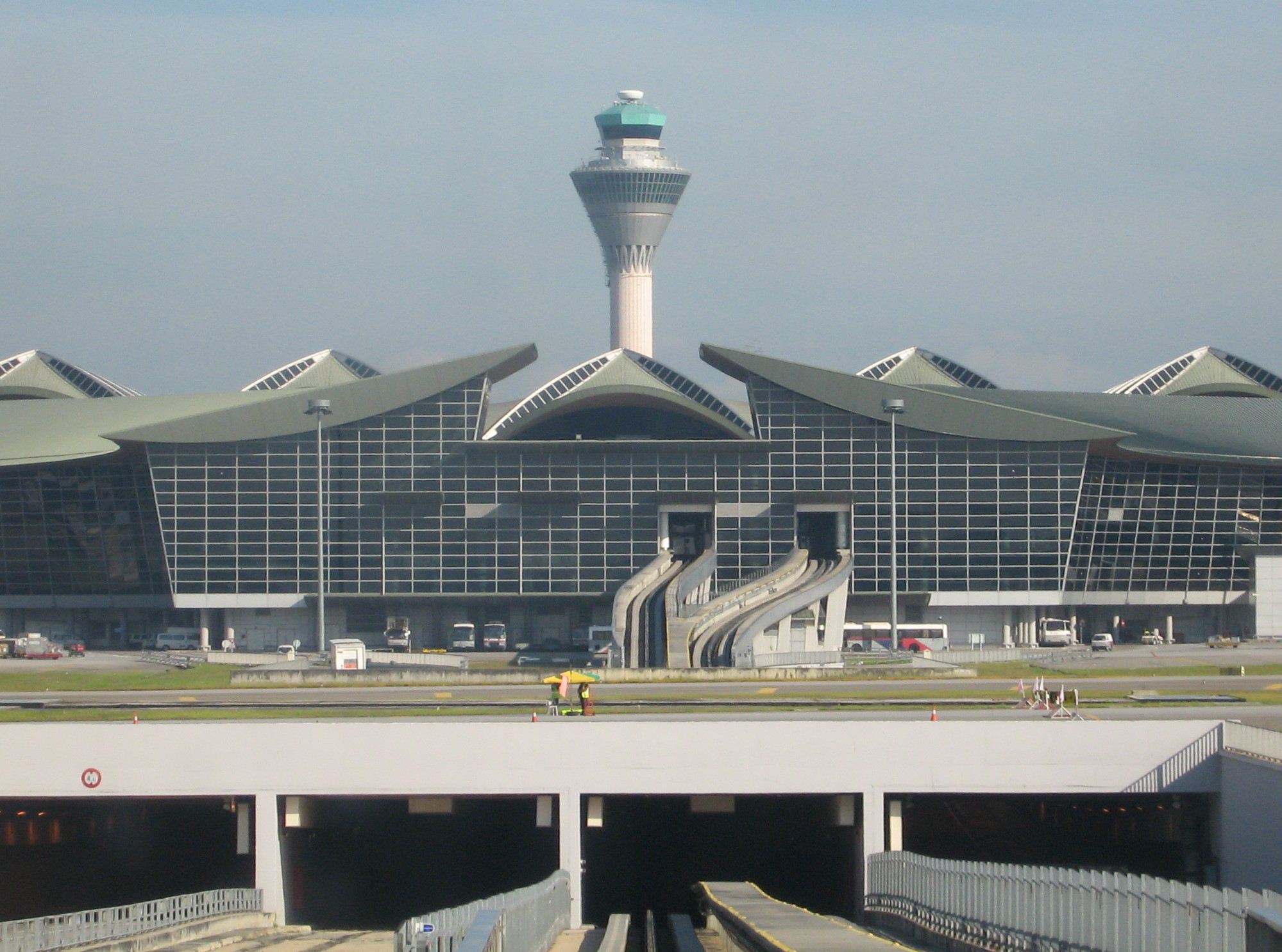
فرودگاه بین‌المللی کوالا لامپور.

فرودگاه بین‌المللی کوالا لامپور (به انگلیسی: Kuala Lumpur International Airport) مهم‌ترین فرودگاه بین‌المللی در کشور مالزی است. این فرودگاه در سال ۱۹۹۳ و با ۲٫۵ میلیارد دلار بودجه ساخته شد. معمار این بنا کیشو کوروکاوا است.

## تاریخچه
طرح احداث فرودگاه بین‌المللی کوالا لامپور (KLIA) در سال ۱۹۹۰ و هنگامی‌که دولت مالزی دریافت فرودگاه بین‌المللی سوبانگ (موسوم به فرودگاه سلطان عبدالعزیزصالح) پاسخ‌گوی نیازهای آینده صنعت هوانوردی مالزی نخواهد بود، آغاز شد. ماهاتیر، نخست‌وزیر مالزی اولین کسی بود که اجرای این طرح را با جدیت پی‌گیری کرد. این تصمیم موجب شروع مباحث مهمی در زمینه‌های مختلف شد. محل احداث فرودگاه که در ۵۰ کیلومتری فرودگاه واقع شده، چندان خوشایند نبود. گروهی دیگر با اشاره به هزینه سنگین احداث این فرودگاه، نظر دولت را به انتقاد گرفته، معتقد بودند که فرودگاه سوبانگ با هزینه‌ای کمتر قابل توسعه است. در واقع هم‌زمان با آغاز پروژه احداث KLIA، طرح توسعه فرودگاه سوبانگ نیز به اجرا درآمد. در دسامبر سال ۱۹۹۳ ترمینال شماره ۳ فرودگاه سوبانگ نیز به اجرا درآمد. در سال ۱۹۹۵ ترمینال شماره ۲ بازسازی و سه سال بعد فرودگاه بین‌المللی کوالا لامپور افتتاح شد.
نخستین روز افتتاح فرودگاه بین‌المللی کوالا لامپور در ۲۷ ژوئن ۱۹۹۸ (یک روز قبل از افتتاح فرودگاه بین‌المللی هنگ‌کنگ) با مشکلاتی جدی همراه بود. برخی سیستم‌ها نظیر Aerobridge و Bay Allocation از کار افتاد و صفوف طولانی در محوطه داخلی و خارجی فرودگاه ایجاد شد. نقاله بار نیز به شدیدترین وضع ممکن خراب شد، کیف‌ها گم شدند و مسافران حدود ۵ ساعت معطل ماندند. اغلب این مشکلات سرانجام رفع شد، اما سیستم نقاله بار مسافر همچنان خراب ماند تا اینکه در سال ۲۰۰۶ نقاله جدیدی به‌طور کامل جایگزین آن شد.
هم‌زمان با این مشکلات، فرودگاه چالش جدیدی که همانا بحران مالی شرق آسیا بود را تجربه کرد. شیوع بیماری سارس و آنفلوآنزای مرغی نیز به کاهش ده‌درصدی مسافران در مالزی و کل منطقه منجر شد. بحران مالی شرق آسیا و پس از آن کاهش پروازها از طرف شرکت‌های هواپیمایی آل‌نیپون ایرویز، بریتیش ایرویز، لوفت هانزا و نورث‌وست که امکانات فرودگاهی را نامناسب تشخیص داده بودند، باعث رشد منفی تعداد مسافران فرودگاه شد. نخستین فاز فرودگاه برای جابجایی سالانه ۲۵ میلیون مسافر طراحی شده بود، اما در نخستین سال عملیات فرودگاهی در سال ۱۹۹۹، تنها ۱۳٫۲ میلیون مسافر از این فرودگاه جابجا شدند. در هر حال، تعداد مسافران در سال ۲۰۰۴ به ۲۱٫۱ میلیون نفر رسید و سال بعد، این تعداد به ۲۳٫۲ میلیون نفر افزایش یافت که البته کماکان کمتر از تخمین‌های قبلی بود.

## جوایز
از سال ۲۰۰۰، KLIA جوایز متعددی را در زمینه صنعت هوانوردی از آن خود کرد. در سال ۲۰۰۶ از سوی مؤسسه AETRA بهترین فرودگاه جهان در رده فرودگاه‌های دارای مسافر ۱۵ تا ۲۵ میلیون نفری در طی یک سال و رتبه سوم بهترین فرودگاه جهان و بهترین فرودگاه در منطقه آسیا و اقیانوس آرام شناخته شد. در سال ۲۰۰۷ نیز KLIA این عنوان را حفظ کرد. فرودگاه اینچان کره جنوبی و فرودگاه بین‌المللی هنگ‌کنگ نیز در رده‌های بعدی قرار داشتند. جایزه این مقام توسط شورای جهانی فرودگاه ها- کیفیت خدمات فرودگاهی (ACI-ASQ) تعیین و تقدیم شد.

## طرح‌های توسعه فرودگاه
طبق برنامه نهم توسعه مالزی، قرار است یک باند جدید و یک ساختمان جدید برای پاسخ‌گویی به نیاز روزافزون مسافران در فرودگاه احداث شود. در فاز دوم فرودگاه مقرر شده‌است که تا پایان ۲۰۰۸، تعداد مسافران به ۳۵ میلیون نفر در سال برسد و در فاز سوم که پس از سال ۲۰۰۸ تا سال ۲۰۱۲ را در مورد نظر دارد، مقرر شده‌است که ظرفیت فرودگاه برای پذیرش ۴۵ میلیون مسافر در سال توسعه یابد. در نوامبر سال ۲۰۰۶، دولت اعلام کرد که برنامه احداث یک خط ریلی ارتباطی میان ساختمان اصلی و ترمینال عمومی را در دستور کار خود دارد که از سال ۲۰۰۷ آغاز شده‌است. این خط، به‌طور مستقیم به خط اصلی راه‌آهن پر سرعت فرودگاه مرتبط خواهد بود.
شرکت خصوصی MAHB یا مالیشیا ایر پورتز هلدینگ براد (Malaysia Airports Holding Berhad) نیز اعلام کرده‌است که به زودی طرح توسعه ترمینال پروازهای ارزان قیمت (LCCT) را برای پاسخ‌گویی به نیاز روزافزون مسافران به اجرا در خواهد آورد.
مقامات مالزی معتقدند وجود فضای کافی و امکانات لازم موجب شده‌است تا طرح توسعه فرودگاه را برای پذیرش سالانه ۱۰۰ میلیون مسافر در سال ۲۰۲۰ تدارک ببیند. در این طرح، چهار باند فرود و دو ابر ترمینال که به دو ساختمان اقماری فرودگاه (SATELLITE BUILDING) متصل خواهند شد، در نظر گرفته شده‌است.

## ارتقا برای پذیرش ایرباس ۳۸۰
MAHB به عنوان مجری اداره فرودگاه بین‌المللی کوالا لامپور، حدود ۳۹ میلیون دلار برا ارتقای امکانات فرودگاهی در این فرودگاه به منظور پذیرش فرود هواپیمای ایرباس ۳۸۰ اختصاص داده‌است. عملیات اجرایی کار از سوم آوریل ۲۰۰۶ آغاز شده‌است و انتظار می‌رود در ماه‌های آتی به پایان برسد. در این خصوص قرار است دو شانه در طرفین دو باند موجود به عرض ۱۵ متر احداث شود. همچنین احداث تاکسی وی، Aerobridgeهای اضافی سکوی حرکت به نام‌های C17 و C27 و C37 نیز مدنظر است.

## طراحی و زیر ساخت‌ها
طراحی فرودگاه توسط کیشو کوروکاوا، آرشیتکت معروف ژاپنی انجام شده‌است. ایده «فرودگاهی در جنگل و جنگلی در فرودگاه» در طراحی آن مورد توجه واقع شده و با همکاری مؤسسه مطالعات جنگلی مالزی، پروژه احداث فضای سبزدر اطراف فرودگاه به اجرا درآمده‌است. برای این کار تعداد زیادی از درختان جنگل‌های بارانی مالزی از ریشه کنده شده و یک بار دیگر در این منطقه کاشته شده‌است.
همچنین خطوط جاده‌ای به‌گونه‌ای طراحی شده‌اند که ترافیک انسانی را به گوشه و کنار فرودگاه منتقل کرده و ترافیک آرامی را حتی در صورت رسیدن به ظرفیت جابجایی ۱۰۰ میلیون مسافر در سال فراهم می‌کنند. تجهیزات منطبق با استانداردهای جهانی نیز برای مسافران معلول در این فرودگاه تعبیه شده‌اند. به علاوه انتقال مسافران به سالن‌های پروازی به صورت اتوماسیون در تمام ترمینال‌ها انجام می‌شود. باندها و ساختمان‌های پروازی فضایی بالغ بر ۱۰۰ کیلومتر مربع را شامل می‌شوند و در حال حاضر امکان تردد بیش از ۱۰۰ هواپیما در آن واحد در مسیرهای ویژه حرکتی فراهم است. ۲۱۶ کانتر کنترل در ۶ راهرو اصلی کنترل قرار گرفته‌اند. فرودگاه بین‌المللی کوالا لامپور اولین فرودگاهی است که در آن سیستم مدیریت جامع فرودگاهی (TAMS) به کار گرفته شده‌است. TAMS: Total Airport Management System

## برج مراقبت پرواز
ارتفاع این برج ۱۳۰ متر است و دومین برج مراقبت بلند در جهان پس از برج مراقبت فرودگاه بین‌المللی بانکوک به‌شمار می‌رود. شکل برج مانند مشعل المپیک است و در آن سیستم‌های مراقبت پرواز و تجهیزات راداری نصب شده‌است.

## باندها
این فرودگاه دارای دو باند موازی است که هر یک حدود ۴۰۰۰ متر طول و ۶۰ متر عرض دارند. هر باند همچنین ۱۰ تاکسی‌وی دارد که طی آن بین ۲ تا ۱۰ دقیقه زمان می‌برد. در هر ساعت ۱۲۰ هواپیما قادر به نشستن و برخاستن از این باندها هستند که این مهم مدیون سیستم‌های خدماتی کامل باند و پرسنل ماهر برج مراقبت پرواز آن فرودگاه می‌باشد.

## نگارخانه

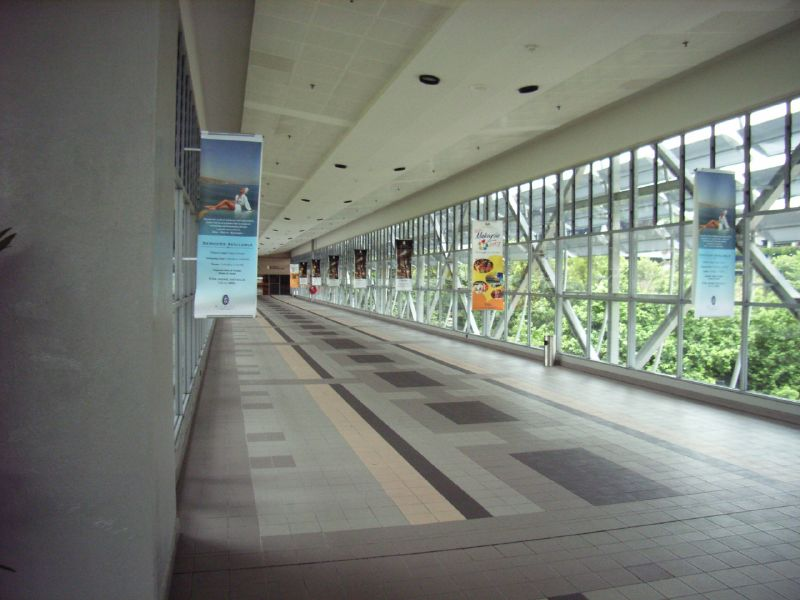
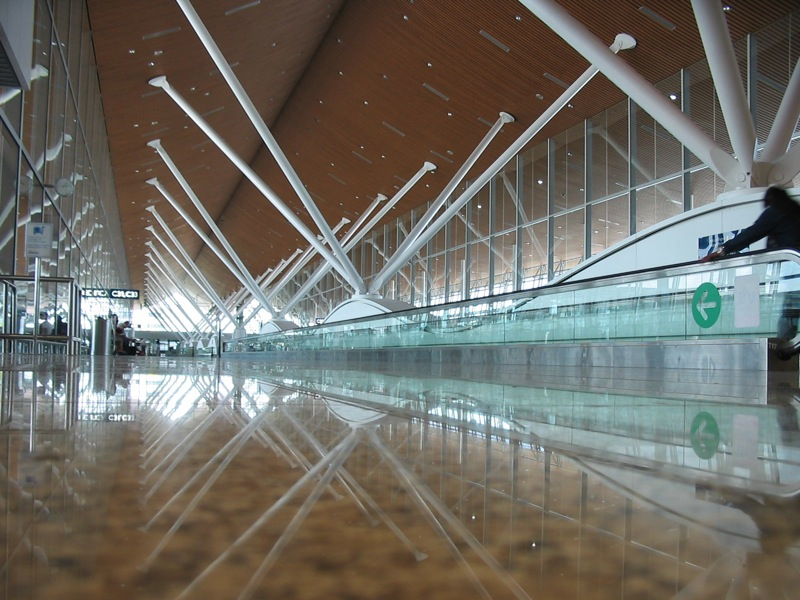
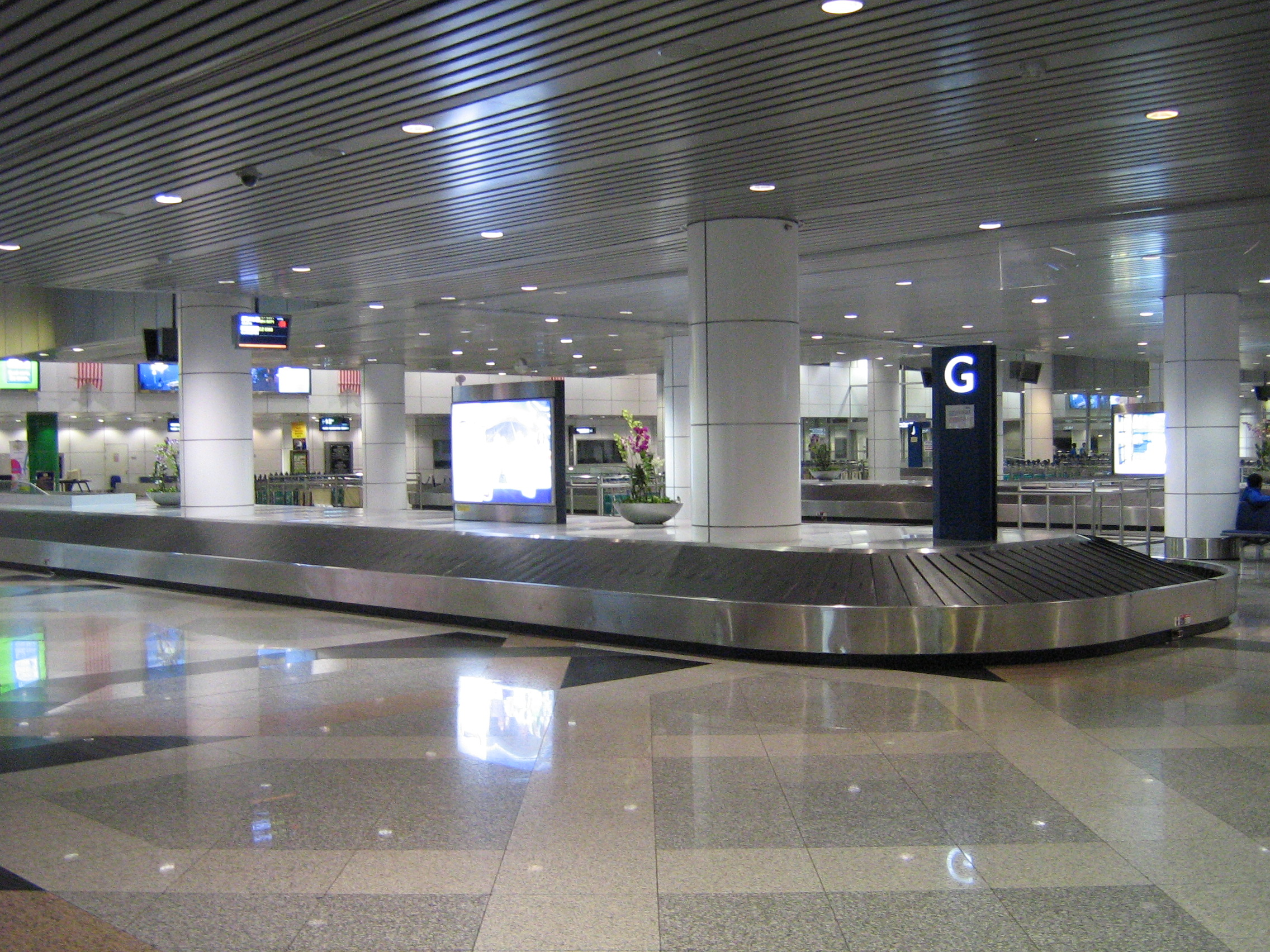
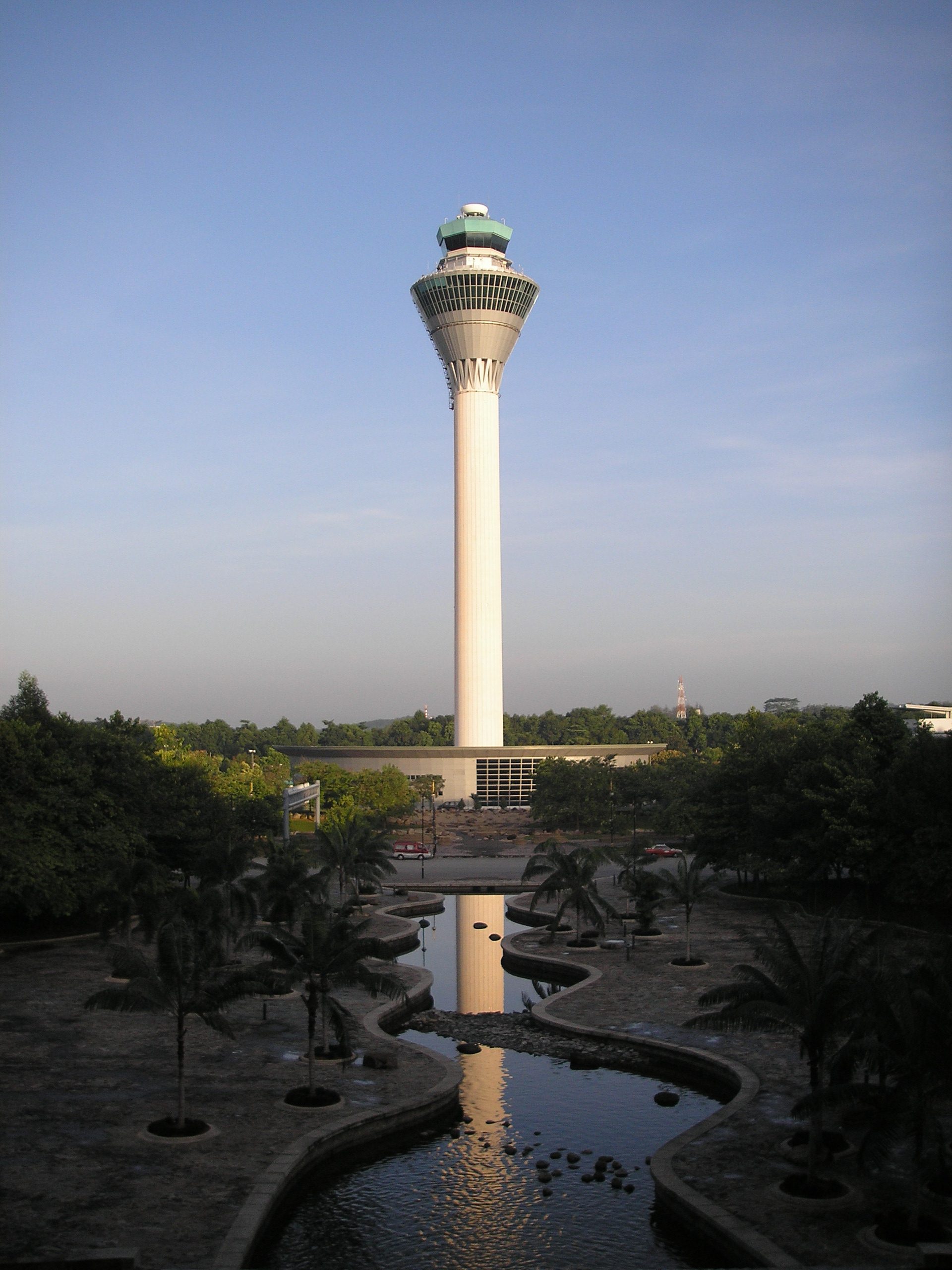
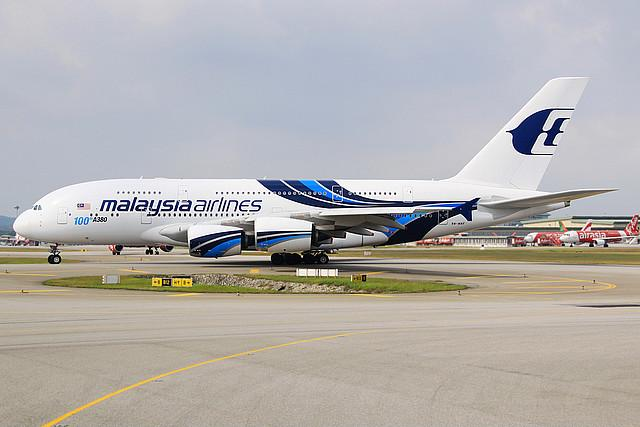
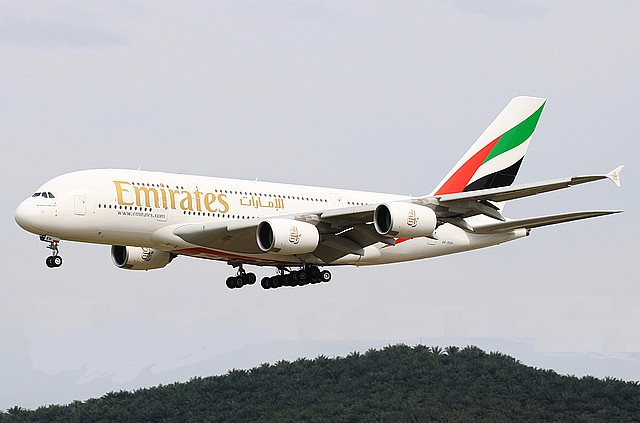
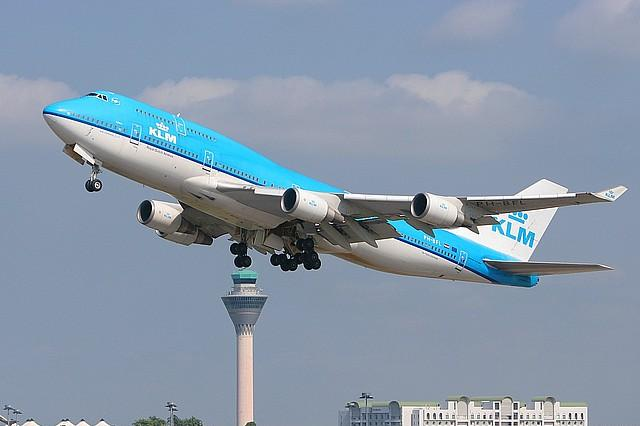
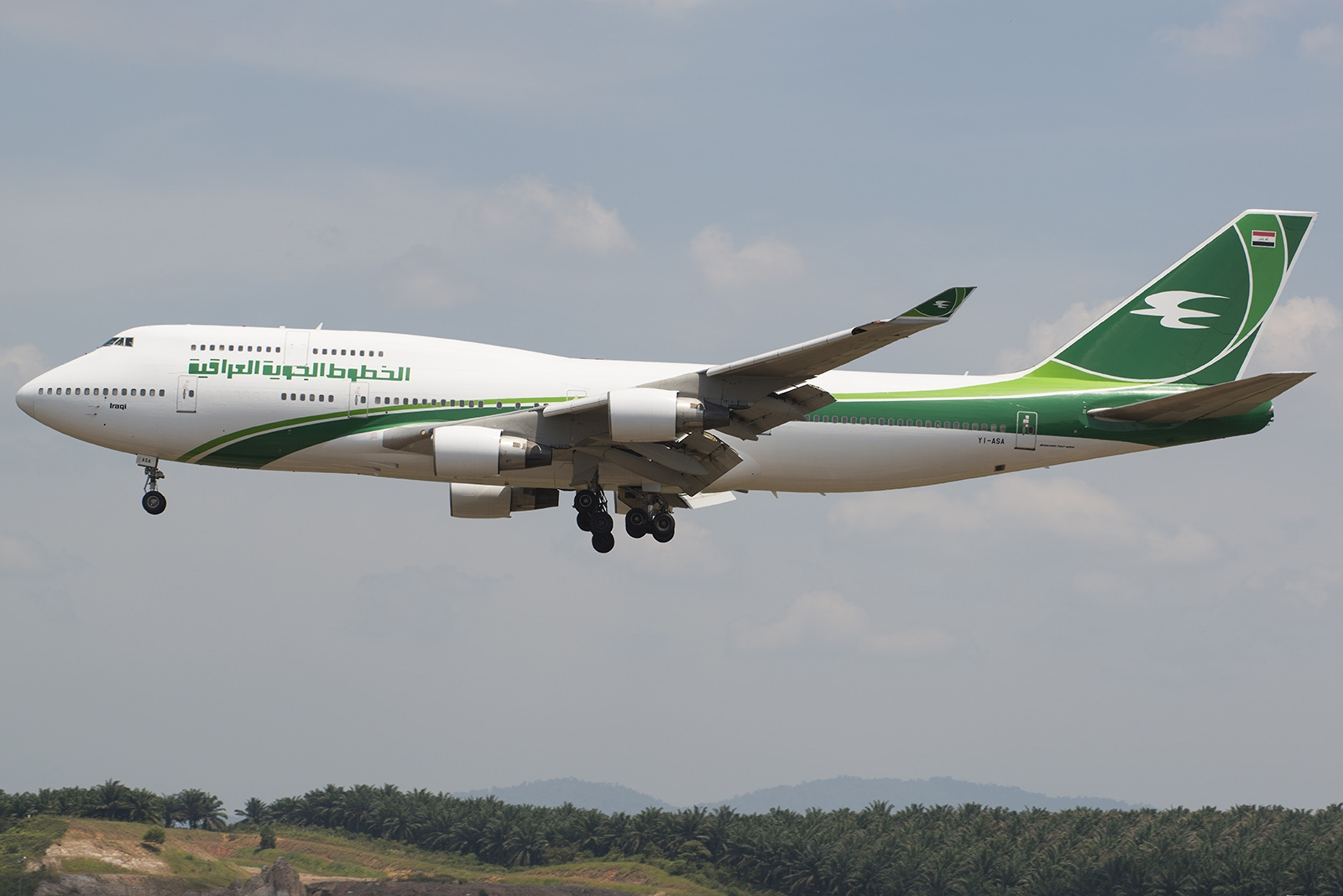
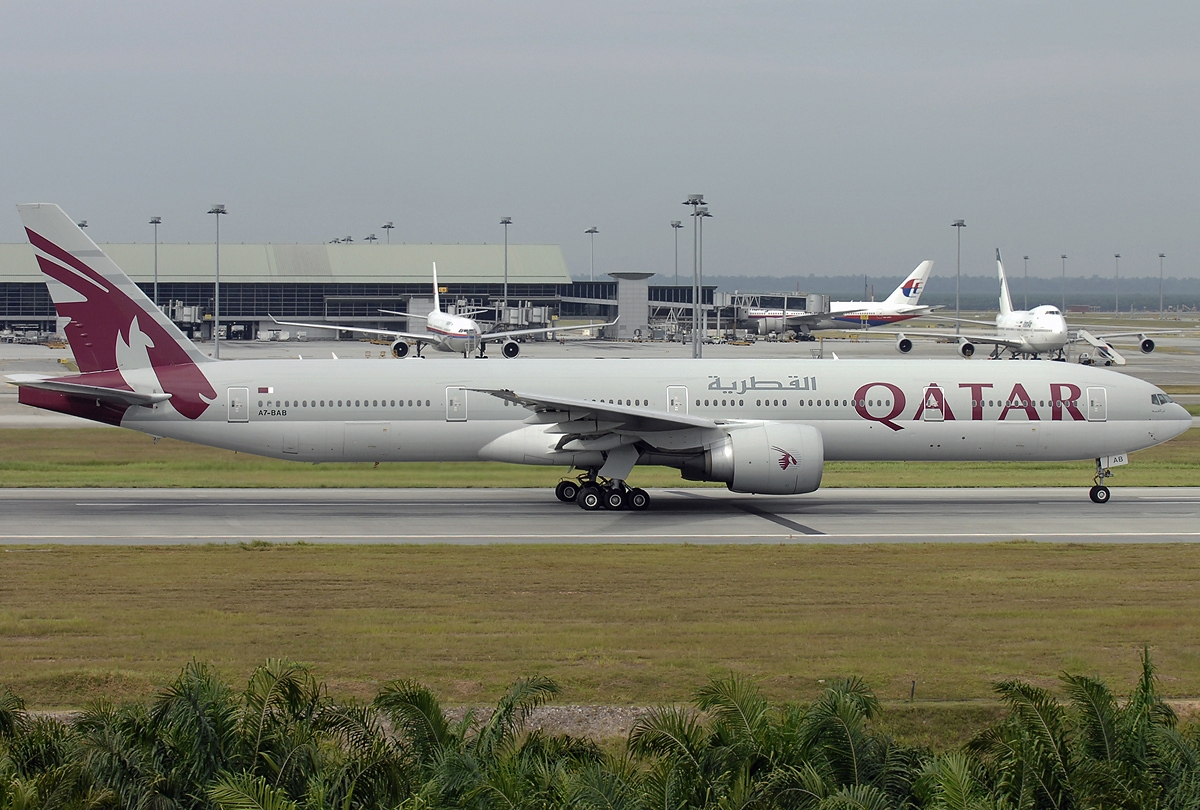
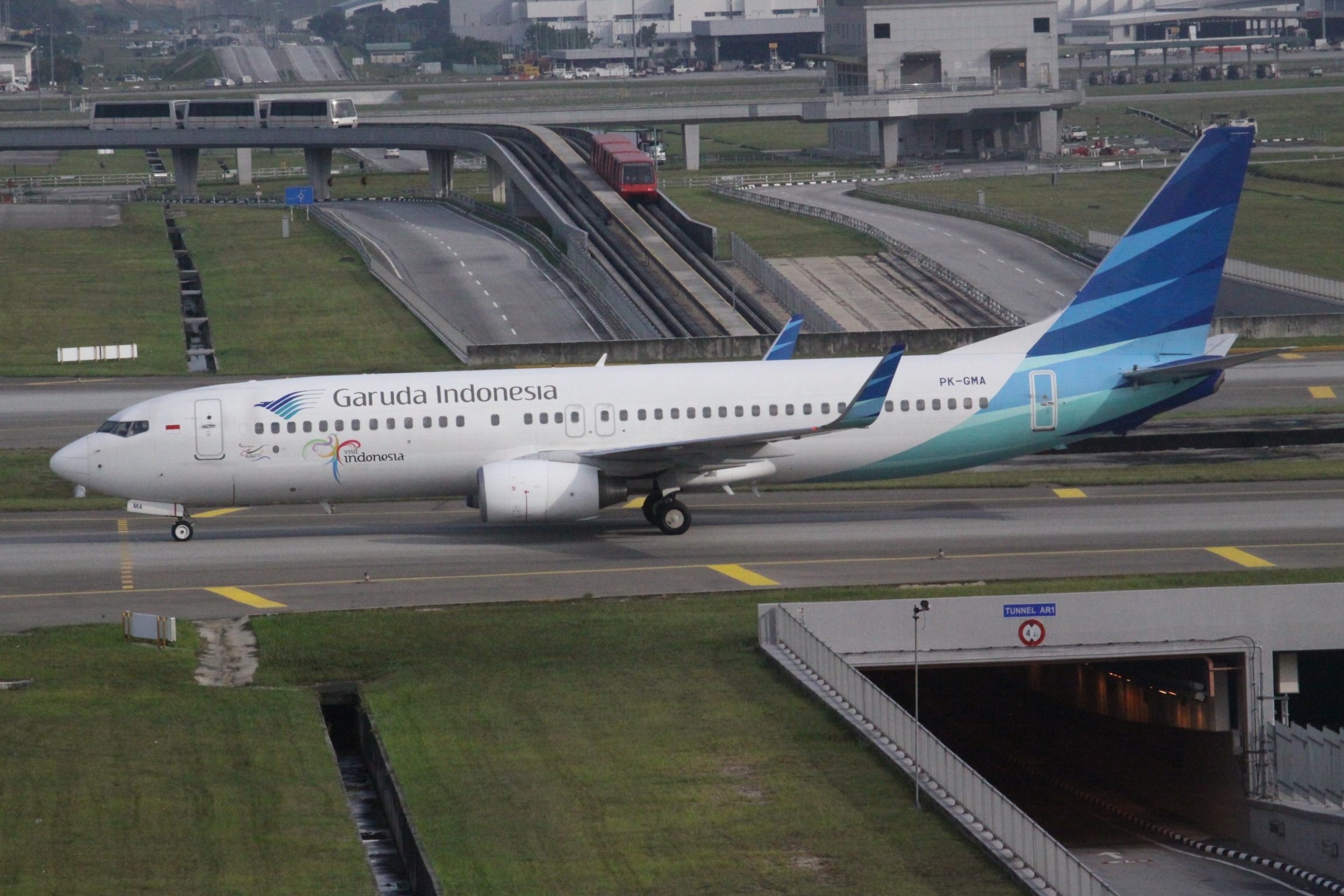
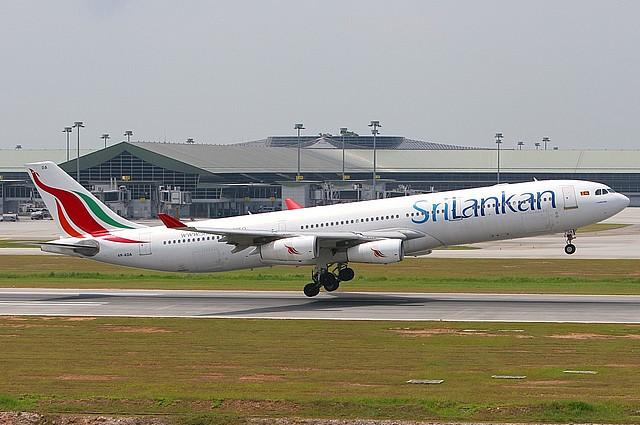
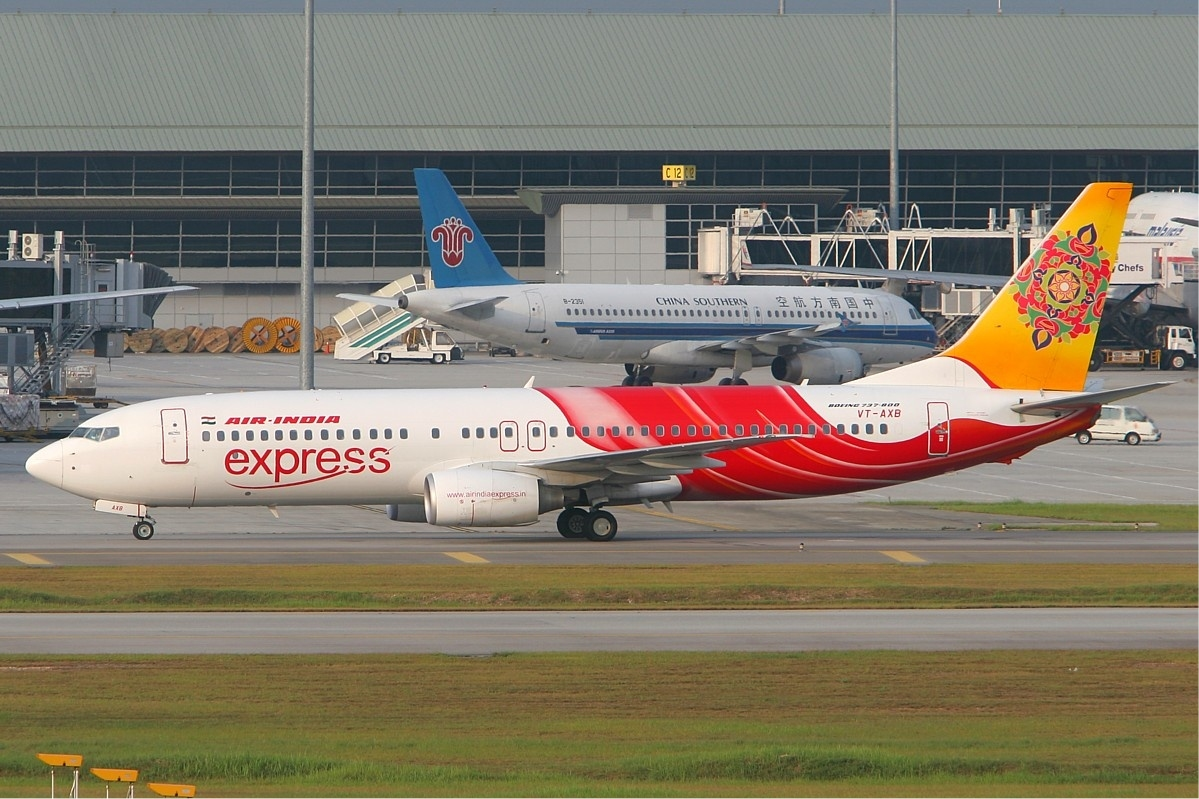
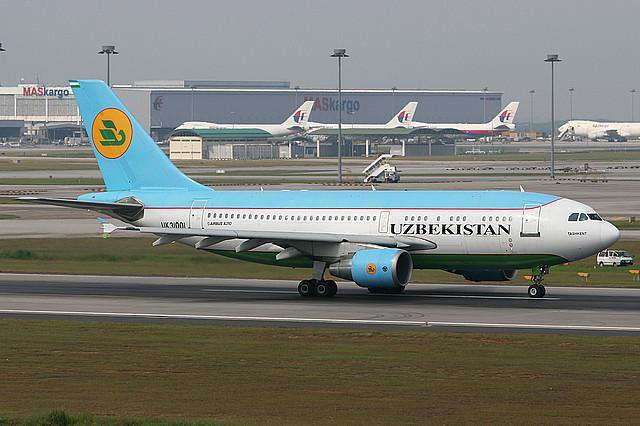
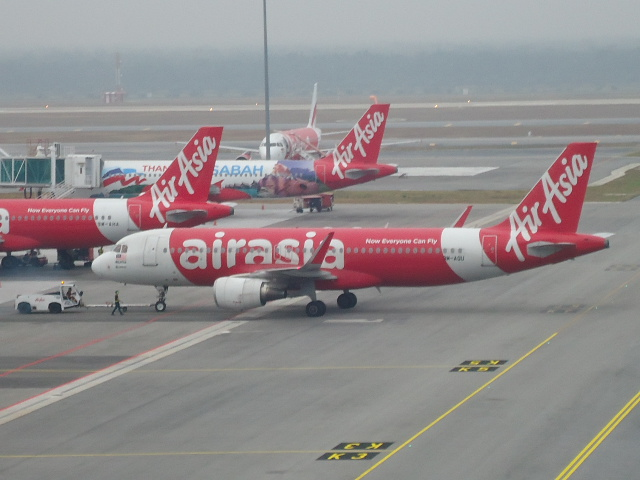

## شرکت‌های هواپیمایی و مقصدهای پروازی

### مسافری
| شرکت‌های هواپیمایی                             | مقصدهای پروازی |
| --------------------------------------------- | --- |
| ایرآسیا                                       | سلطان عبدالحلیم، سلطان اسکندر مودا، برونئی، حسین ساسترانگارا، بنگالورو، دن موئنگ، بیجو پاتنایک، بینتولو، چانگشا هوانگهوا، چنای، چیانگ مای، باندرانیکی، دا نانگ، فرانسیسکو بنگویی (آغاز از ۲۱ دسامبر ۲۰۱۷)، انگوراه رای، شاه‌جلال، بایون گوآنگجو، گایلین لیانگ‌جیانگ، نوا به، هت یای، تان سون نهات، هنگ کنگ، راجیو گاندی، سوئکارنو-هتا، ثنای، کالیبو، گاوشیونگ، کوچین، نتاجی سبهاش چندر بوس، سلطان اسماعیل پترا، کوتا کینابالو، کرابی، سلطان محمود، کوچینگ، کونمینگ چانگشوی، لابوآن، لانگکاوی، لومبک، لوآنگ پرابانگ، ماکائو، سلطان حسن‌الدین، ابراهیم نصیر، نینوی آکوئینو، کوالا نامو، میری، نانینگ ووژو، کام رانح (آغاز از ۱۴ سپتامبر ۲۰۱۷)، مینانگکابو، سلطان محمود بدرالدین دوم، یو-تاپائو، سلطان سیاریف قسیم دوم، پنانگ، پنوم‌پن، پوکت، سوپادیو، سانداکان، اچماد یانی، جییانگوشان، شنژن بن، سیبو، سیم ریپ، سیهانکویل، چانگی سنگاپور، جواندا، ادیسومارمو، سورات، تاوائو، تیروچیراپالی، واتایی، ویساکاپاتنام، یانگون، ادیسوسیپتو |
| ایرآسیا ایکس                                  | اوکلند، پکن، گیمهی، چنگدو شوانگلیو، چنگچینگ ییانگبی، ایندیرا گاندی، انگوراه رای، گولد کوست، هانگجو ژیاشان، بین الملی هونولولو، ملک عبدالعزیز، تریبهوان، شاهزاده محمد بن عبدالعزیز، ملبورن، کانزای، پرث، نیو چیتوز، اینچئون، شانگهای پودنگ، سیدنی، تائویوان تایوان، امام خمینی، هانه‌دا، ووهان تیانهه، شی‌آن شیان‌یانگ |
| ایر آستانه                                    | آلماتی |
| ایر چاینا                                     | پکن |
| ایر موریشوس                                   | سر سیوساگور رامگولام |
| آل نیپون ایرویز                               | هانه‌دا، ناریتا |
| بانکوک ایرویز                                 | ساموی |
| باتیک ایر                                     | چنای، انگوراه رای، سوئکارنو-هتا، کوالا نامو (آغاز از ۲۶ اوت ۲۰۱۷) |
| بیمان بنگلادش ایرلاینز                        | شاه‌جلال |
| بریتیش ایرویز                                 | هیترو لندن |
| دراگون‌ایر                                     | هنگ کنگ |
| سبو پسیفیک                                    | نینوی آکوئینو |
| چاینا ایرلاینز                                | تائویوان تایوان |
| هواپیمایی شرقی چین اجرا توسط شانگهای ایرلاینز | شانگهای پودنگ |
| هواپیمایی جنوبی چین                           | چانگشا هوانگهوا، بایون گوآنگجو |
| هواپیمایی امارات                              | دوبی |
| هواپیمایی اتیوپی                              | بوول، چانگی سنگاپور |
| هواپیمایی اتحاد                               | ابوظبی |
| اوا ایر                                       | تائویوان تایوان |
| فلای‌ناس                                       | فصلی: ملک عبدالعزیز |
| گارودا ایندونزیا                              | سوئکارنو-هتا |
| Himalaya Airlines                             | تریبهوان |
| ایرآسیای اندونزی                              | حسین ساسترانگارا، انگوراه رای، سوئکارنو-هتا، لومبک، کوالا نامو، سلطان سیاریف قسیم دوم، جواندا، ادیسوسیپتو |
| اندونزی ایرآسیا ایکس                          | انگوراه رای، سوئکارنو-هتا، چاتراپاتی شیواجی، جواندا |
| هواپیمایی عراق                                | بغداد |
| خطوط هوایی ژاپن                               | ناریتا |
| JC International Airlines                     | پنوم‌پن، سیهانکویل |
| Jetstar Asia Airways                          | چانگی سنگاپور |
| کاال‌ام                                        | اسخیپول آمستردام، سوئکارنو-هتا |
| کورین ایر                                     | اینچئون |
| لاین ایر                                      | سوئکارنو-هتا، کوالا نامو، جواندا |
| Lucky Air                                     | کونمینگ چانگشوی |
| هواپیمایی ماهان                               | امام خمینی |
| مالزی ایرلاینز                                | آدلاید، سلطان عبدالحلیم، اوکلند، بنگالورو، سووارنابومی، برونئی، پکن، بینتولو، چنای، چنگچینگ ییانگبی (آغاز از ۳۰ اکتبر ۲۰۱۷)، باندرانیکی، ایندیرا گاندی، انگوراه رای، شاه‌جلال، فوژو چنگل، بایون گوآنگجو، هایکو میلان، نوا به، تان سون نهات، هنگ کنگ، راجیو گاندی، سوئکارنو-هتا، ملک عبدالعزیز، ثنای، تریبهوان، سلطان اسماعیل پترا، کوتا کینابالو، سلطان محمود، سلطان حاجی احمد شاه، کوچینگ، لابوآن، لانگکاوی، هیترو لندن، نینوی آکوئینو، کوالا نامو، ملبورن، میری، چاتراپاتی شیواجی، نانجینگ لوکو، کانزای، پنانگ، پرث، پنوم‌پن، پوکت، سانداکان، اینچئون، شانگهای پودنگ، سیبو، سیم ریپ، چانگی سنگاپور، سیدنی، تائویوان تایوان، تاوائو، ناریتا، ووهان تیانهه، زیامن گائوچی، یانگون فصلی: شاهزاده محمد بن عبدالعزیز |
| مالیندو ایر                                   | سری گرو رام داس جی، دن موئنگ، حسین ساسترانگارا، بریزبن، شاه امانت، باندرانیکی، ایندیرا گاندی، انگوراه رای، شاه‌جلال، بایون گوآنگجو، لانگ‌دونگ‌بائو گوئی‌یانگ، هایکو میلان، نوا به، تان سون نهات، هنگ کنگ، سوئکارنو-هتا، ملک عبدالعزیز، تریبهوان، کوچین، سلطان اسماعیل پترا، کوتا کینابالو، کوچینگ، اقبال لاهوری، لانگکاوی، کوالا نامو، چاتراپاتی شیواجی، پنانگ، پرث، پنوم‌پن (آغاز از ۱ اکتبر ۲۰۱۷)، پوکت، سانیا فونیکس، چانگی سنگاپور، تائویوان تایوان، تریواندروم، تیروچیراپالی، ووهان تیانهه، یانگون فصلی: جزیره کریسمس |
| میانمار ایرویز اینترنشنال                     | یانگون |
| نپال ایرلاینز                                 | تریبهوان |
| عمان ایر                                      | مسقط |
| هواپیمایی بین‌المللی پاکستان                   | بینظیر بوتو، جناح، اقبال لاهوری، باچا خان |
| فیلیپین ایرلاینز                              | نینوی آکوئینو |
| ایراژیا فیلیپینز                              | مکتان-کبو، نینوی آکوئینو |
| هواپیمایی قطر                                 | حمد |
| Regent Airways                                | شاه‌جلال |
| رویال برونئی                                  | برونئی |
| الملکیه الاردنیه                              | ملکه علیا، سووارنابومی |
| هواپیمایی سعودی                               | ملک عبدالعزیز، ملک خالد، شاهزاده محمد بن عبدالعزیز |
| Scoot                                         | چانگی سنگاپور |
| شنژن ایرلاینز                                 | شنژن بن |
| سیلک‌ایر                                       | چانگی سنگاپور |
| سنگاپور ایرلاینز                              | چانگی سنگاپور |
| سریلانکان ایرلاینز                            | باندرانیکی |
| تای ایرآسیا                                   | دن موئنگ، هت یای |
| تای ایرویز اینترنشنال                         | سووارنابومی |
| Thai Smile                                    | سووارنابومی |
| ترکیش ایرلاینز                                | آتاترک |
| US-Bangla Airlines                            | شاه‌جلال |
| ازبکستان ایرویز                               | چانگی سنگاپور، تاشکند |
| ویت‌جت ایر                                     | تان سون نهات |
| ویتنام ایرلاینز                               | نوا به، تان سون نهات |
| ژیامن ایرلاینز                                | فوژو چنگل، زیامن گائوچی |

### باری
| شرکت‌های هواپیمایی       | مقصدهای پروازی |
| ----------------------- | --- |
| کارگولوکس               | حیدر علی‌اف، چنای، لوگزامبورگ - فیندل، چانگی سنگاپور، ژنگژو سین‌ژنگ |
| چاینا ایرلاینز          | چنای، لوگزامبورگ - فیندل، پنانگ، تائویوان تایوان |
| فدکس اکسپرس             | مکتان-کبو، بایون گوآنگجو، پنانگ، چانگی سنگاپور، ناریتا |
| Gading Sari             | کوتا کینابالو، کوچینگ، میری |
| کورین ایر               | پنانگ، ناحیه پایتختی سئول |
| ام‌ای‌اس کارگو            | اسخیپول آمستردام، حیدر علی‌اف، بنگالورو، چنای، چنگچینگ ییانگبی، شاه‌جلال، بایون گوآنگجو، نوا به، هنگ کنگ، سوئکارنو-هتا، کوتا کینابالو، کوچینگ، لابوآن، نینوی آکوئینو، پنانگ، شانگهای پودنگ، سیدنی، تائویوان تایوان، ناریتا، ژنگژو سین‌ژنگ |
| هنگ کنگ ایرلاینز        | هنگ کنگ |
| رپابلیک اکسپرس ایرلاینز | سوئکارنو-هتا |
| سیلک وی ایرلاینز        | اسخیپول آمستردام، حیدر علی‌اف، چانگی سنگاپور |
| Uni-Top Airlines        | شنژن بن |
| یوپی‌اس ایرلاینز         | دالاس-فورت ورث، چاتراپاتی شیواجی، کانزای، پنانگ،اینچئون، شنژن بن |